# Ursulinenkloster Fritzlar

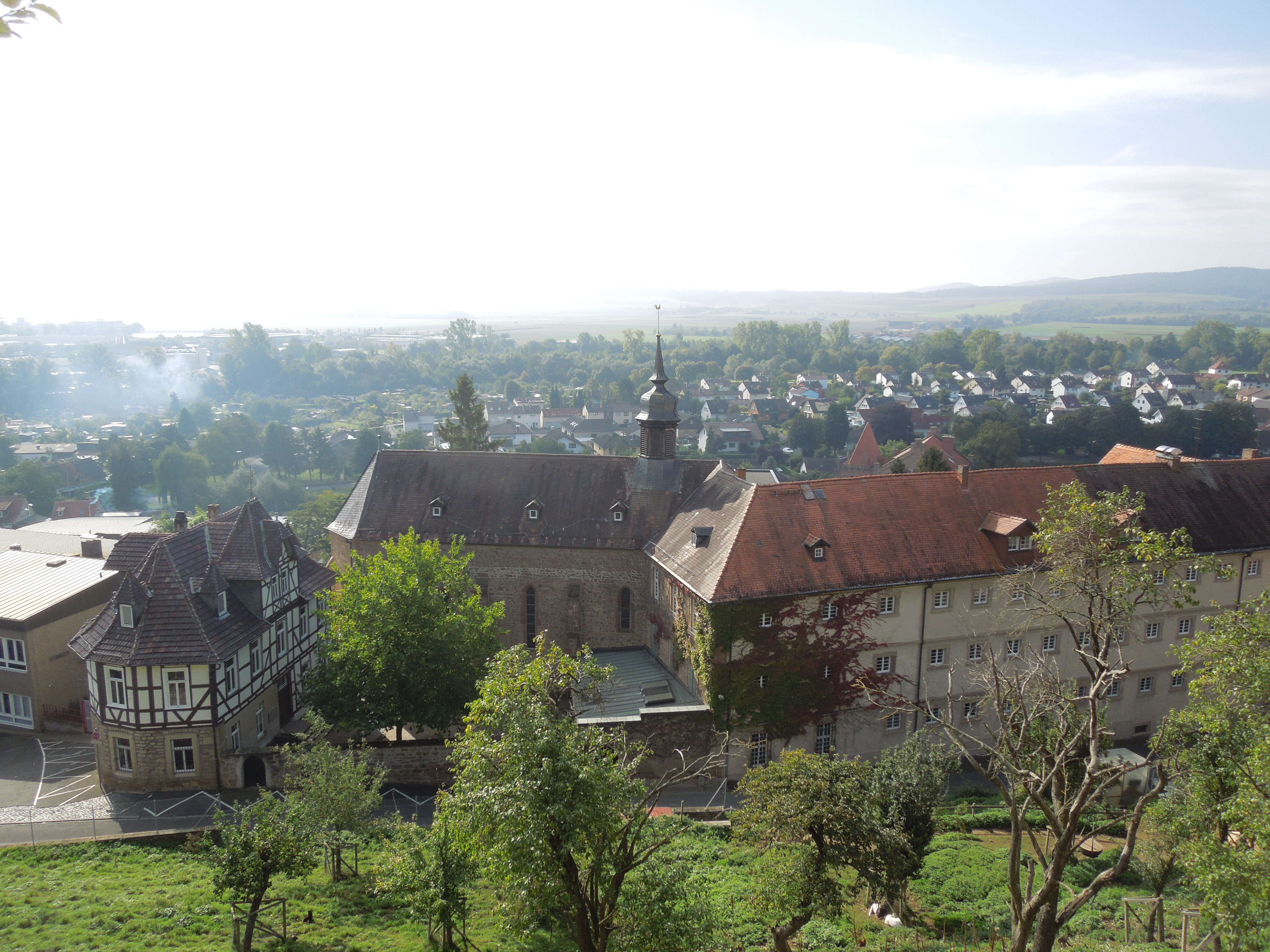
Die Klosteranlage heute: In der Bildmitte die Katharinenkirche, rechts das Klostergebäude, links die 1735 fertiggestellte ursprüngliche Klosterschule

Das Ursulinenkloster Fritzlar („Konvent der Ursulinen Fritzlar“) in der nordhessischen Stadt Fritzlar bestand, mit zwei politisch bedingten Unterbrechungen (1877–1887 und 1941–1945), von 1711 bis 2003. Von 1712 bis 1989 betrieben die Schwestern des Konvents die noch heute bestehende Ursulinenschule Fritzlar.

## Vorgeschichte

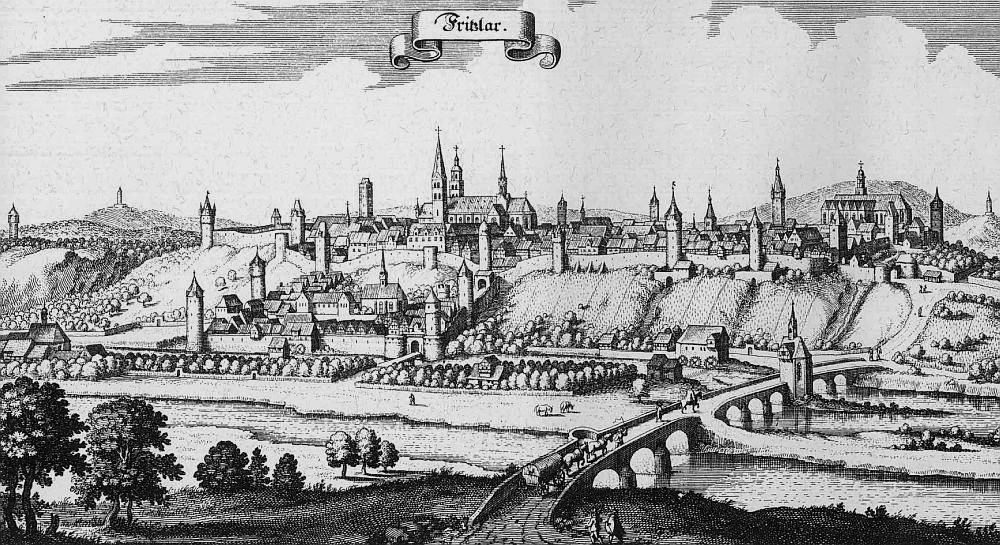
Fritzlar – Aus der Topographia Hassiae von Matthäus Merian dem Jüngeren 1655. Links unterhalb des Doms in der ummauerten Neustadt die Katharinenkirche und links davon das Kloster der Augustinerinnen, aus dem 1711 das Ursulinenkloster wurde.

Im Jahre 1145 stiftete Propst Bruno von Weißenstein ein Armenhospital am Hang unterhalb des Doms. Spätestens im Jahre 1254 war aus dieser Stiftung ein Augustinerinnenkloster geworden, das das Hospital betrieb. Um die Wende vom 13. zum 14. Jahrhundert baute sich das Kloster die bis heute erhaltene Katharinenkirche. Wirtschaftliche Schwierigkeiten und die Auswirkungen der Reformation führten zur Auflösung des Klosters im Jahre 1538. Die Klostergebäude verfielen langsam, und auch die Katharinenkirche, obwohl weiterhin als Gotteshaus genutzt, verwahrloste. An der Stelle dieses Klosters entstand in den Jahren 1713–1719 das heutige Klostergebäude der Ursulinen.

## Gründung und Anfänge
Im Jahre 1700 nahm Martha Hitz aus Fritzlar Kontakt mit den Ursulinen in Duderstadt auf, um diese zur Errichtung eines Frauenklosters und einer Mädchenschule in Fritzlar zu bewegen. Zehn Jahre später erwarben die Duderstädter, mit dem Einverständnis des Mainzer Erzbischofs Lothar Franz von Schönborn, das ehemalige Kloster der Augustinerinnen für 5000 Taler. Das Haus in Duderstadt konnte allerdings keine Nonnen abgeben, die sich in Fritzlar der Mädchenerziehung, der zentralen Aufgabe des Ordens, hätten widmen können. Erst im folgenden Jahr kamen auf Ersuchen des Mainzer Erzbischofs die ersten drei Nonnen aus dem 1649 gegründeten Konvent in Metz, darunter die erste Oberin des Fritzlarer Konvents, Augustina Condessa d’Aspremont († 26. September 1734). Sie brachten drei französische Ursulinen-Pensionärinnen (Pensionsschülerinnen) mit und gründeten am 11. Juli 1711 den neuen Konvent in Fritzlar.
Der Anfang war sehr schwierig, nicht zuletzt auf Grund der sprachlichen Probleme und des allgemeinen Misstrauens der Bevölkerung gegenüber den Fremden. Eine der drei Gründerinnen kehrte daher auch schon bald wieder nach Metz zurück. Die Nonnen lebten zunächst in gemieteten Räumen im Gasthaus „Englischer Hof“. Dort begannen sie am 19. Juni 1712 mit dem Unterricht der aus Frankreich mitgekommenen und der ersten drei deutschen Pensionsschülerinnen; alle drei waren Töchter auswärtiger Adelsgeschlechter. Erst als sich im Jahre 1715 Priester aus dem Minoritenkloster bereit erklärten, Gottesdienste ohne Entgelt zu leiten, fand sich mehr Akzeptanz und Unterstützung in der Stadtbevölkerung, und 1718 begann der Unterricht der Elementarschule für Mädchen der Stadt. Um die wirtschaftliche Versorgung von Konvent und Pensionat sicherzustellen, kaufte der Konvent schon 1716 das ehemalige Klostergut der Augustinerinnen am Mühlengraben unterhalb der Fritzlarer Neustadt vom städtischen „Hospital zum Heiligen Geist“ zurück, das das Gut bei der Auflösung des Augustinerinnenklosters 1538 übernommen hatte.

## Der Klosterbau

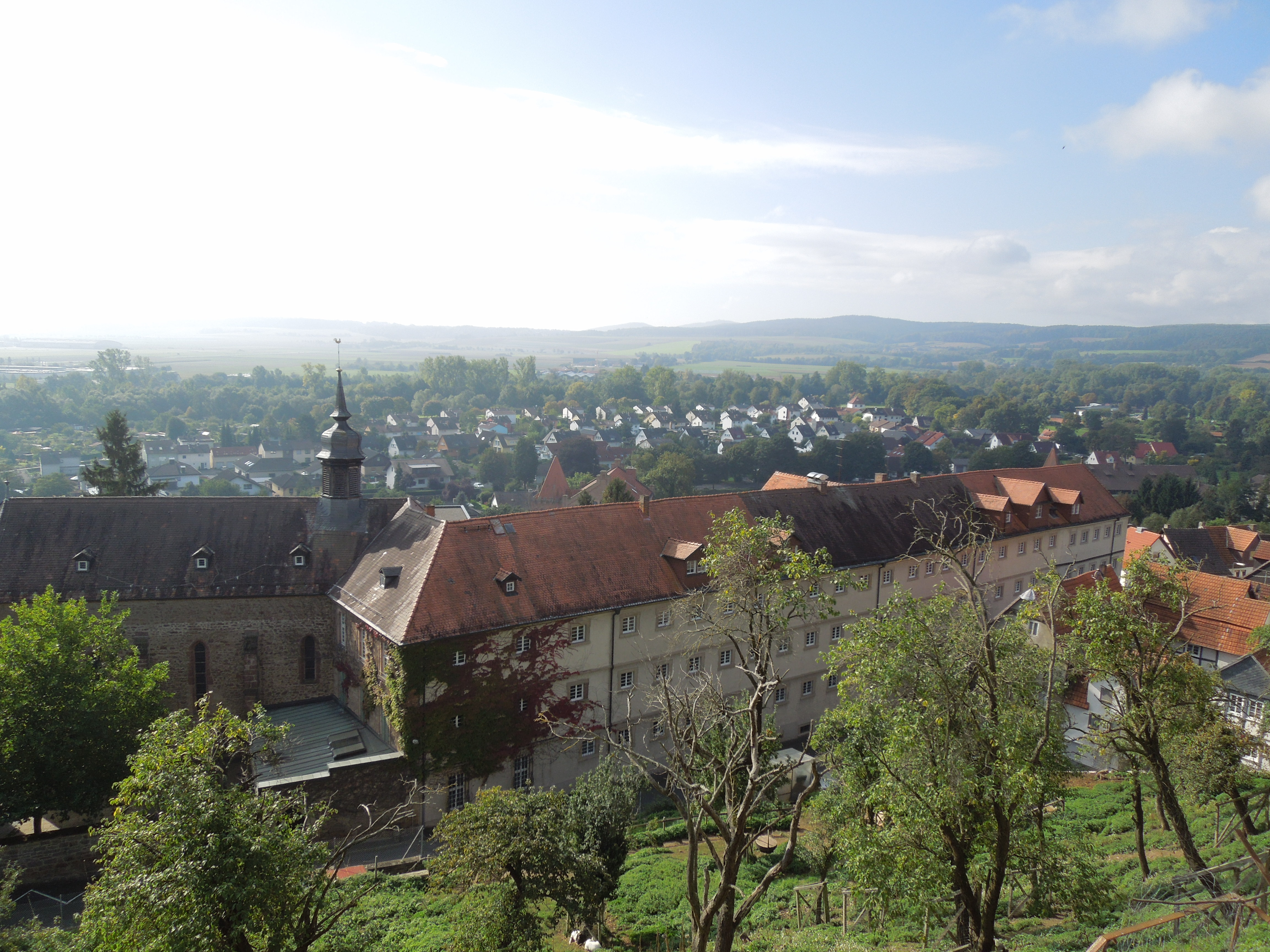
Das Klostergebäude (rechts) und die Katharinenkirche (links)

Am 5. August 1713 erfolgte die Grundsteinlegung des geplanten neuen Klostergebäudes in der heutigen Neustädter Straße, mit einer Schule und einem Pensionat für Mädchen. Der Baumeister des Landgrafen Karl von Hessen-Kassel, Giovanni Francesco Guerniero, erbot sich, die Baupläne auszuarbeiten, und legte die Pläne bei einer Romreise Papst Clemens XI. vor, der daraufhin ein Gönner des Klosters wurde. Der Fuldaer Fürstabt Adalbert von Schleifras, dessen Nichte im Klosterpensionat lebte, schickte seinen Baumeister Meinwolf, der den Bau ausführte. Landgraf Karl schenkte Geld und besuchte die Nonnen. Sein Sohn Friedrich, später König von Schweden, besuchte sie ebenfalls und schickte Jagdbeute. Die Grafen von Waldeck schenkten Geld, Getreide, Holz und Nahrungsmittel.
Am 8. Mai 1719 wurde das Klostergebäude fertiggestellt und bezogen. Der Bau schloss westlich und etwas verkantet an die Katharinenkirche an, damit die Schwestern unmittelbar aus ihrem Wohnbereich in die Kirche gelangen konnten. Die Zellen und Säle lagen auf der Südseite des langgestreckten vierstöckigen Baus und blickten in den Klostergarten und weit über die Ederniederung, während die Gänge mit ihren kleinen und in den beiden unteren Etagen vergitterten Fenstern auf der nördlichen, der Straße und Stadt zugewandten Seite verliefen. Der ohne viel architektonischen Schmuck ausgeführte Bau hat einen breiten Mittelrisaliten auf der Südseite. (Der Hauptbau wurde 1824 nach Westen verlängert und 1895 ein weiteres Mal erweitert.) Landgraf Karls Generalgarteninspektor Wunsdorf leitete die Planung des französischen Klostergartens, mit Terrassen, Laubengängen, Kaskaden und Springbrunnen.
Die Katharinenkirche war 1726 wieder soweit renoviert, dass sie am 15. September vom Erfurter Weihbischof Christoph Ignatius Gudenus zur Klosterkirche geweiht werden konnte. Der einfache gotische Bau ist einschiffig und hat einen Dachreiter aus dem Jahre 1717. Die Steinskulptur der Hl. Katharina im Inneren der Kirche stammt aus der ersten Hälfte des 18. Jahrhunderts.

## Der Konvent
Der Konvent war gemäß den Statuten der Ursulinen eine Ordensgemeinschaft päpstlichen Rechts, war autonom, und unterstand dem Papst. Neben der Oberin, die in geheimer Wahl von den Konventsschwestern bestimmt wurde, gab es als Amtsträger eine Assistentin, eine Schaffnerin (verantwortlich für die wirtschaftlichen Belange), eine Novizenmeisterin, und eine Schulleiterin. Die Nonnen mit höherer Bildung waren die Chorschwestern und Lehrenden, trugen den schwarzen Schleier, beteten auf lateinisch, und wurden mit „Mère“, später „Mater“ angesprochen. Die Laienschwestern arbeiteten in der Haus- und Landwirtschaft, trugen den weißen Schleier, beteten in deutscher Sprache, und wurden mit „sœur“, später „Schwester“ angeredet. Novizinnen brachten beim Eintritt eine „Aussteuer“ mit ins Kloster, dabei konnte es sich um Geld, Mobiliar oder andere materielle Güter handeln. Eine dem Ordensauftrag der Ursulinen, der Mädchenerziehung, angemessene Berufsausbildung wurde als Aussteuer angerechnet. Nach ihrem bis zu zweijährigen Postulat und dem daran anschließenden, normalerweise ebenfalls zweijährigen Noviziat legten die neuen Schwestern, sofern sie das Kloster nicht doch noch verlassen wollten, ihr „Ewiges Gelübde“ ab.

## Schulbetrieb
Sowohl das Pensionat als auch die Schule für ortsansässige Mädchen erfreuten sich zunehmender Beliebtheit. 1724 lebten bereits 16 Schülerinnen, größtenteils Töchter des regionalen Adels, im Pensionat. Und der Andrang von Schülerinnen aus der Stadt war so, dass 1731–1735 nordöstlich der Klosterkirche ein neues Schulhaus in Fachwerkbauweise für externe Schülerinnen errichtet wurde. Der Mainzer Erzbischof Franz Ludwig steuerte eine erhebliche Summe zum Bau bei.

## Siebenjähriger Krieg und Napoléonische Besetzung
Die mehrfach wechselnden Besetzungen durch verfeindete Truppen und die schweren Verwüstungen der Stadt im Siebenjährigen Krieg gingen am Kloster nicht spurlos vorbei, aber es gab auch Hilfe in kritischen Lagen. So bezahlten drei französische Offiziere aus eigener Tasche die dem Kloster auferlegte Kontribution von 500 Talern, und als ein preußisch-englisches Heer die Umgebung der Stadt plünderte, befahl dessen Kommandeur die Schonung der klösterlichen Felder. Bei der Beschießung der Stadt 1761 durch das Heer des Prinzen Karl Wilhelm von Braunschweig erlitten die Klostergebäude keinen Schaden. Nach dem Ende des Krieges, 1763, lebten jedoch nur noch sechs Nonnen im Konvent, und deren Not war wegen der ausbleibenden Ablieferung von Naturalien durch die Pächter der Klosterfelder groß.
Auch während der 1797 erfolgten Besetzung der Stadt durch napoleonische Truppen wurden dem Kloster wiederum hohe Kriegskontributionen abverlangt.

## 1803–1877
Mit dem Reichsdeputationshauptschluss 1803 erfolgte der Übergang der Landeshoheit in Fritzlar von Kurmainz an Kurhessen, aber das Kloster wurde, wohl wegen seiner schulischen Bedeutung und im Gegensatz zum St. Petri-Stift und dem Kloster der Franziskaner, nicht säkularisiert. Die 1812 zur Oberin gewählte und dieses Amt bis 1856 ausfüllende Augustine Bardt († 10. Juli 1856) führte Kloster, Pensionat und Schule zu neuer Blüte. Der Schulbetrieb wurde auf zwei Pensionats- und zwei Externenklassen ausgeweitet, und die Zahl der Schwestern wuchs so sehr an, dass keine weltlichen Hilfskräfte mehr benötigt wurden und der Klosterbau 1824 nach Westen verlängert werden musste. Unterricht wurde an sechs Vormittagen von 8 bis 11 Uhr und vier Nachmittagen von 13 bis 16 Uhr gegeben. 1859 wurde die Katharinenkirche renoviert und neu geweiht, und im selben Jahr wurde die neue Marienkapelle geweiht, die den Pensionatszöglingen diente.

## Exil 1877–1887
Als sich nach 1871 der Bismarcksche Kulturkampf abzuzeichnen begann, mussten sich die Schwestern Gedanken über ihre und des Klosters Zukunft machen. Das Klostergut wurde schon 1874 einem vertrauenswürdigen Pächter anvertraut. Nachdem 1875 das preußische Klostergesetz in Kraft getreten war, erging am 28. Juni 1876 das amtliche Dekret, mit dem die Schließung von Pensionat und Schule zum 1. April 1877 und die Ausweisung der Schwestern aus dem Königreich Preußen verfügt wurde. Nachdem eine Petition der Stadt Fritzlar gegen die Durchführung dieser Verfügung am 15. Februar 1877 abgelehnt worden war, nahmen die Nonnen eine Einladung des Schwesternhauses in Arras an, ein diesem gehörendes und den Fritzlarer Schwestern zur Verfügung gestelltes Haus in Béthune in Nordfrankreich zu beziehen. Ein noch schnell getätigter Scheinverkauf der Klostergebäude wurde von der Regierung für nichtig erklärt. Die Schule wurde am 8. März 1877 geschlossen. Am 4. April 1877 verließen 24 Schwestern und sieben Pensionatsschülerinnen per Pferdewagen und mit großer Begleitung durch Fritzlarer Einwohner die Stadt, um von Wabern aus mit der Bahn über Aachen nach Arras zu fahren und zehn Tage später nach Béthune umzusiedeln. Die Gruppe wurde dabei von Georg Ignaz Komp begleitet, dem späteren Bischof von Fulda. Die Klostergebäude wurden beschlagnahmt, teilweise vermietet, und zeitweise als Landratsamt genutzt. Die 1832–1834 von dem Orgelbauer Adam Joseph Oestreich (1799–1843) gebaute Orgel in der Katharinenkirche kam durch Verkauf nach Großenenglis, wo sie bis 1973 verblieb, und verbrachte danach 22 Jahre eingelagert bei einem Orgelbauer. Seit 1995 steht sie in der ev. Dorfkirche von Kleinenglis.

## Rückkehr und Neuanfang
Der seit Dezember 1881 amtierende Fuldaer Bischof Georg von Kopp besuchte die Schwestern mehrfach in ihrem Exil in Béthune. Im April 1887 wurde ihnen die Rückkehr erlaubt. Am 15. September wies Bischof von Kopp die Schwestern zur Heimkehr an, und am 29. September 1887 trafen 12 überlebende Chorschwestern und 5 Laienschwestern wieder in Fritzlar ein, wo sie von der Bevölkerung mit großer Anteilnahme begrüßt wurden. Ein großer Teil des Klosters war noch vermietet, und nur eine Etage konnte zunächst bezogen werden. Erst nachdem der Mietvertrag mit dem letzten Mieter am 16. September 1889 auslief, konnten die Nonnen wieder das ganze Kloster in Besitz nehmen. Danach blühte der Konvent wieder auf. Schon 1890 wurde in der Katharinenkirche von Balthasar Schlimbach eine neue Orgel eingebaut. Der stetige Mitgliederzuwachs erforderte bereits 1895 einen Anbau an das Klostergebäude. 1907 lebten 32 Schwestern im Kloster. Im Jahre 1915 gab es 17 Postulantinnen und Novizinnen, und aus Platzmangel mussten in diesen Jahren viele Interessentinnen abgewiesen werden.
Am 23. November 1888 kam die staatliche Anerkennung der Schule durch die preußische Regierung. Es folgte eine stetige Ausweitung des Lehrbetriebs, sowohl hinsichtlich der Schülerzahl als auch in Bezug auf das Ausbildungsangebot. Im Oktober 1889 erhielten die Schwestern die Genehmigung zur Unterrichtung von Mädchen unter 10 Jahren. Kurz vor der Jahrhundertwende eröffneten sie eine Industrieschule für die weibliche Jugend der Stadt. Ab 1903 war die Schule eine sogenannte "Höhere Mädchenschule"; die staatliche Anerkennung als solche erfolgte 1908. Im Dezember 1912 erfolgte dann die staatliche Anerkennung als Lyzeum. Am 1. Februar 1915 waren insgesamt 102 Schülerinnen von 7 bis 18 Jahren eingeschult. Die Mehrzahl war katholisch, aber es gab auch 10 evangelische und 9 jüdische Schülerinnen. 46 waren Internatszöglinge, 56 aus Fritzlar und Umgebung.

## 1918–1941
Kurz nach Kriegsende erreichte den Konvent eine Bitte aus (Hanau-)Großauheim, dort eine Filiale zu errichten und die dortige höhere Mädchenschule zu übernehmen. 1919 zogen mehrere Fritzlarer Ursulinen nach Großauheim und übernahmen die dortige Schule. Das Unterfangen musste aber schon 1922 wegen drückender finanzieller Schwierigkeiten aufgegeben werden. Die Schule wurde von den Armen Schulschwestern aus Brakel übernommen. Die Hyperinflation der Jahre 1922 und 1923 hatte beinahe katastrophale Folgen für das Kloster, und die Krise konnte nur mit Hilfe des Großkaufmanns Edmund Dietrich gemeistert werden.
1926 hatte sich die Lage wieder sehr gebessert, und der Konvent erwarb das städtische Anwesen (Wohnhaus mit Wirtschaftsgebäuden, Gemüse- und Obstgärten) der Freiherren von Buttlar innerhalb der westlichen Stadtmauer. Das nunmehr nach dem Fritzlarer Ortsheiligen St. Wigbert benannte Anwesen wurde zum Schul- und Internatshaus umgebaut, und im April 1927 begann dort der Betrieb einer Haushaltungsschule, einer einjährigen ländlichen Mädchenberufsschule und eines Kindergartens.
Der Andrang in den Konvent selbst war weiterhin beträchtlich, und noch in den frühen 1930er Jahren mussten zahlreiche Bewerberinnen aus Platzmangel abgewiesen werden. 1935, beim 400-jährigen Bestehen des Ordens, lebten 25 Lehrschwestern und 25 Laienschwestern im Kloster.

## Zeit des Nationalsozialismus
Noch im Jahre 1933 fand in Fritzlar eine Konferenz der Ursulinen-Oberinnen statt, und zur 400-Jahr-Feier der Ursulinen im Jahre 1935 wurde die Katharinenkirche noch einmal renoviert. Doch schon sehr bald begannen die von dem neuen Regime verursachten Schwierigkeiten für Konvent und Schule. Die Grundschule musste bereits 1934 auf Anweisung des NS-Bürgermeisters geschlossen werden. 1936 musste das Kloster 100 Morgen (etwa 25 Hektar) ausgezeichnetes Ackerland in der Ederaue zum Bau des neuen Militärflugplatzes abtreten, wodurch die wirtschaftliche Basis von Kloster und Schule schwer geschädigt wurde. Ab 1938 durften keine neuen Schülerinnen in die erste Klasse der Oberschule mehr aufgenommen werden. Die Frauen- und Haushaltungsschule und der Kindergarten St. Wigbert wurden auf behördliche Anweisung geschlossen, und das gesamte Anwesen St. Wigbert wurde zwangsweise an die Wehrmacht vermietet. Im März 1939 informierte der Oberpräsident in Kassel den Konvent, dass kein Bedürfnis zur Weiterführung der Oberschule mehr bestünde. Im September, nach Beginn des Zweiten Weltkriegs, wurden bereits Teile der Klosterräume requiriert und als „Rückwanderer“-Heim der NSV für Flüchtlinge aus dem Saar-Mosel-Gebiet benutzt. Im März 1940 wurde das Lyzeum geschlossen, und der 2. Stock des Klosters wurde zwecks Einrichtung eines Reservelazaretts für den Fritzlarer Fliegerhorst beschlagnahmt. Damit wurde es notwendig, auch die letzten Pensionschülerinnen nach Hause zu schicken.
Im Mai 1940 wurden die Getreidespeicher im Keller des Klosters, unter dem Vorwand ihrer möglichen Nutzung als Luftschutzräume, durch eine Kommission aus Berlin inspiziert. Dort lagerten die vom Pächter des Klosterguts gelieferten Getreidesäcke. Zu Weihnachten 1940 erschienen Beamte der Getreideversorgungsstelle Berlin und ließen das Getreide abtransportieren. Die Nonnen wurden als Volksschädlinge bezeichnet, da sie ungeachtet der neuen Gesetzeslage weiterhin Selbstversorger geblieben seien. Ab 23. Februar 1941 führte die Gestapo zusammen mit der Fritzlarer Polizei eine intensive Durchsuchung des Klosters und Verhöre der Nonnen durch. Alle Wirtschaftsbücher und Buchführungsunterlagen wurden konfisziert. Am 3. Juli 1941 erging der Befehl der Gestapo an die Nonnen, das mit sofortiger Wirkung aufgehobene Kloster und die Stadt Fritzlar innerhalb von 24 Stunden und lediglich mit ihrer persönlichen Habe zu verlassen. Jeglicher Versuch der Mitnahme von Klostergut werde als Diebstahl belangt. Das Kloster wurde wegen „Vergehen gegen die Gesetze der Kriegswirtschaft“ (Annahme der Pacht in Form von Naturalien statt in Geld) beschlagnahmt – ausgenommen die Kirche. Archiv, Schulakten und Kasse wurden von der Gestapo entfernt. Die Ölgemälde und der Bestand der Kloster- und der Schulbibliothek wurden nach Kassel geschafft und sind seitdem verschwunden. Die noch verbliebenen Schwestern erhielten jeweils 10 RM Reisegeld aus der Klosterkasse und verstreuten sich in alle Winde, zu Verwandten, Bekannten oder anderen Ordensgemeinschaften.

## Die Filiale in Lima
Schon 1935 waren die damalige Oberin und eine zweite Schwester nach Lima (Peru) gereist, gefolgt 1936 von einer weiteren kleinen Gruppe, da von dort die Bitte zur Gründung einer Mädchenschule gekommen war und dies eine Möglichkeit sein könnte, dem Konvent in Anbetracht der zunehmenden Repressalien seitens des NS-Regimes eine Zukunft zu sichern. Der Bischof von Osnabrück, Wilhelm Berning, hatte zugeraten. In einem angemieteten Wohnhaus wurde am 1. April 1936 der Schulbetrieb aufgenommen. Zu diesem Zeitpunkt gab es dort sechs Schwestern, eine Postulantin und 84 Schülerinnen vom Kindergarten bis zur vierten Grundschulklasse. Im November 1937 erhielten die Fritzlarer Ursulinen die Erlaubnis, nach Lima umzusiedeln, und eine dritte Gruppe ging 1938 mit einigen Internatsschülerinnen dorthin. Im August 1939 kam eine weitere Gruppe dort an, und man legte den Grundstein zu einem neuen Konvents- und Schulbau, der am 8. Juni 1941 eingeweiht wurde. Die letzte Gruppe Nonnen aus Fritzlar kam 1940. Damit war etwa die Hälfte des Fritzlarer Konvents, in der Mehrzahl die jüngeren Mitglieder, nach Lima gegangen. 1940 hatte die neue Schule schon etwa 600 Schülerinnen, und bis Ende August 1940 waren bereits 20 Schwestern neu eingetreten. Am 21. Oktober 1945 wurde der Grundstein zur neuen Klosterkirche „Nuestra Senora de la Paz“ gelegt, und diese wurde im Februar 1949 durch Erzbischof Juan Gualberto Guevara von Lima geweiht. Am 20. November 1949 wurde die Filiale Lima, mit Einverständnis des Bischofs Johann Baptist Dietz von Fulda, vom Mutterkonvent in Fritzlar gelöst und verselbständigt. Dies wurde am 3. Februar 1950 mit Wirkung vom 11. Februar vom Limaer Erzbischof Guevara bestätigt.

## Neubeginn nach 1945
Bereits am 12. Mai 1945 kam die ehemalige Fritzlarer Oberin, M. Caritas Knickenberg (sie ging 1951 endgültig nach Lima), nach dem Besuch einer Fritzlarer Bürgerdelegation bei ihr in Volkmarsen nach Fritzlar zurück und begann, andere in Deutschland verbliebene Schwestern zurückzurufen. Allerdings waren sowohl das Kloster St. Ursula als auch das Anwesen St. Wigbert noch teilweise als Lazarette in Gebrauch bzw. vermietet. Im August wurden ein paar Räume in St. Wigbert frei, und die ersten drei Schwestern zogen dort ein. Das Klostergebäude wurde nach der Auflösung des dortigen Lazaretts nahezu umgehend wieder mit Patienten aus den von den Amerikanern an die Sowjetarmee überlassenen Gebieten belegt. In der Klausur, dem Wohntrakt der Schwestern, richteten die amerikanischen Besatzungsbehörden ein Spital für Typhuskranke ein, die von den ersten sechs heimgekehrten Schwestern betreut wurden. Die letzte Heimkehrerin des Konvents kam im Mai 1946 nach Fritzlar zurück.
St. Wigbert wurde dem Konvent im Oktober 1945, St. Ursula im Februar 1946 zurückgegeben. Der Einzug in den geräumten Teil des Klosters erfolgte am 19. März 1946 in großer Prozession vom Dom. Das Kloster war allerdings vollkommen ausgeplündert worden, und die Mieter im Schulgebäude weigerten sich noch bis 1950 auszuziehen. Im Klostergarten befanden sich ein Löschwasserteich und ein mit dessen Aushub angehäufter Schutt- und Erdwall, der beseitigt werden musste. Der Garten wurde von der Bevölkerung als Müllabladeplatz benutzt. Die im Obstgarten angelegten drei Luftschutzbunker stürzten bald nach Kriegsende ein und hinterließen tiefe Gruben. Alle Möbel und Geräte und selbst die Heizkörper waren verschwunden, ausgenommen die Betten des Lazaretts. Die Abwanderung der meisten jüngeren Schwestern nach Lima während des Krieges machte sich beim Wiederaufbau bemerkbar, aber sie waren aus dem aufblühenden Konvent in Peru nicht entbehrlich. Ursulinen aus anderen deutschen Häusern (wie Mannheim, Offenbach, Duderstadt und Erfurt) und sogenannte „Flüchtlingsschwestern“ (z. B. aus Schweidnitz, Liebenthal und Ratibor) kamen, um zu helfen. 1952 wurden dann doch noch zwei Schwestern aus Lima zurückgerufen, um beim Wiederaufbau zu helfen. Um die verschärften Klausurbestimmungen Papsts Pius XII. befolgen zu können, wurde 1952 ein teilweise unterirdischer Klaustralweg von St. Ursula durch drei klösterliche Gärten und zwei Unterführungen öffentlicher Wege bzw. Straßen nach St. Wigbert gebaut.
Der Schulbetriebs wurde am 2. November 1945 mit drei Klassen wieder aufgenommen. Die Fritzlarer Schülerinnen brachten dazu ihre eigenen Stühle mit, und geschrieben wurde auf abgeschnittenen Zeitungsrändern. Die staatliche Anerkennung als Gymnasium für Mädchen kam im Mai 1946. 1947 folgte die Genehmigung zur Eröffnung der Untersekunda (10. Klasse). 1946 gab es schon wieder 164 Schülerinnen im Realgymnasium, 50 in der Haushaltungsschule, 40 im Kindergarten und 60 Internatszöglinge in St. Ursula und St. Wigbert.
Wie bei vielen deutschen Ursulinenkonventen, so wuchs auch in Fritzlar der Andrang auf die schulischen Einrichtungen, während gleichzeitig der Konvent zunehmend an ausbleibendem Nachwuchs, Überalterung und wirtschaftlichen Schwierigkeiten litt. Das Klostergut, unmittelbar unterhalb des Klosters am Nordufer des Mühlengrabens, benötigte dringend eine Renovierung. Mit dem Pächter gab es wegen seiner Vernachlässigung des Baubestandes Streit; ihm wurde 1955 gekündigt, und ein neuer nahm den Betrieb 1956 auf. Notwendige Renovierungsarbeiten an Kloster und Kirche und Erweiterungsbauten für die Schule (1954 Renovierung der 1. Etage des Klosterbaus, 1959/60 Bau einer neuen Schulturnhalle, 1960 Sanierung und 1963 Renovierung der Katharinenkirche) erforderten Ausgaben, die den Konvent schwer belasteten. 1954 lebten im Konvent nur noch 12 Chorschwestern, 12 Laienschwestern, eine Novizin und eine Postulantin; Fritzlar war damit der kleinste Ursulinenkonvent Deutschlands. Die letzte Novizin trat 1955 ein, schied aber 1958 nach dem Ende ihres Noviziat wieder aus. Verhandlungen begannen daher bereits 1955 zu einer möglichen Zusammenlegung mit dem Haus in Duderstadt. 1961 lebten nur noch 17 Nonnen in Fritzlar. Kostengründe führten schon ab 1952 zu Überlegungen, die gerade eingeführte gymnasiale Oberstufe wieder abzuschaffen, was erhebliche Konflikte mit der Elternschaft zur Folge hatte. Die erste Abiturprüfung nach dem Krieg erfolgte 1955, aber der Streit um die Oberstufe eskalierte. 1956 beschloss das Kapitel des Konvents in geheimer Abstimmung die Abschaffung der Oberstufe. Das vorläufig letzte Abitur wurde 1957 abgenommen.
In der zweiten Hälfte der 1960er Jahre erfolgte ein Umdenken hinsichtlich der schulischen Ausrichtung, bedingt durch die sich wandelnden gesellschaftlichen Bedürfnisse und gesetzgeberische Vorgaben. Schon 1967 wurden betreute Lernnachmittage eingeführt. Um mit dem Anwachsen der Schülerzahlen, den steigenden Anforderungen baulicher Art an zeitgemäße Schulen und dem ab 1970 unter der Federführung der langjährigen (1961–1992) Schulleiterin Angelika Kill und der Unterstützung durch das Bistum Fulda erfolgenden und im September 1977 abgeschlossenen Ausbau der Schule zur dreigliedrigen und koedukativen Ganztagsschule mit Haupt-, Real- und Gymnasialzweig Schritt zu halten, wurden ab 1960, angefangen mit dem Bau einer Turnhalle, erhebliche Baumaßnahmen unternommen (1971 Bau des neuen Schulhauses St. Angela, 1973–1975 Bau des Schulhauses St. Ursula). Auch der Komplex St. Wigbert erfuhr in dieser Zeit eine maßgebliche Umgestaltung sowohl baulicher als auch schulischer Art. 1973 wurde dort ein angrenzender großer Garten hinzugekauft und nach entsprechendem An- und Umbau eine Fachschule für Sozialpädagogik eröffnet, in der die bisherige Haushaltungsschule aufging. Ein weiterer Anbau wurde 1982 fertiggestellt. Andererseits wurden ab 1970 keine neuen Schülerinnen mehr in das Internat aufgenommen, und 1975 musste der große Klostergarten 1975 an das Klostergut abgegeben werden, da die wenigen und zunehmend überalterten Schwestern die Arbeit nicht mehr selbst bewältigen konnten. Die Berufsfachschule wurde 1985 geschlossen.

## Ende des Konvents
Das absehbare Aussterben des Konvents und die zunehmend drückende Finanzlage führten schließlich am 1. August 1989 zur Übernahme des gesamten Klosterbesitzes, einschließlich des landwirtschaftlichen, und der Schulträgerschaft durch das Bistum Fulda. Die verbliebenen und zumeist hochbetagten sieben Schwestern erhielten mietzinsfreies Wohnrecht auf Lebenszeit. 1992 gingen die letzten Schwestern in den Ruhestand. 1999 leben nur noch fünf Schwestern in St. Ursula.
Am 13. Dezember 2003 wurden, nach der Bewilligung des Auflösungsantrags durch Papst Johannes Paul II., die Rechte und Pflichten der Oberin auf die Präsidentin der Föderation deutschsprachiger Ursulinen übertragen. Damit hörte Fritzlar als eigenständiger Konvent auf zu bestehen. Die zwei ältesten Schwestern, darunter die 1990 zur letzten Oberin gewählte Sr. Lioba Kaever († 20. Dezember 2008), zogen in den Konvent in Würzburg, die beiden anderen blieben vorerst in Fritzlar. Ende 2006 lebten noch drei der ehemaligen Fritzlarer Schwestern, zwei in Fritzlar und eine in Würzburg. Am 7. April 2013 verstarb Fritzlars letzte Ursuline, Sr. Maria Magdalena.